# MQ Андромеды
MQ Андромеды (лат. MQ Andromedae) — одиночная переменная звезда в созвездии Андромеды на расстоянии (вычисленном из значения параллакса) приблизительно 3926 световых лет (около 1204 парсеков) от Солнца. Видимая звёздная величина звезды — от +17,6m до +15,9m.

## Характеристики
MQ Андромеды — оранжевый карлик, пульсирующая переменная звезда типа RR Лиры (RRAB) спектрального класса K. Радиус — около 1,16 солнечного, светимость — около 0,67 солнечной. Эффективная температура — около 4843 K.
Из-за нехарактерного для данного типа переменности спектрального класса предполагается, что звезда — двойная затменная переменная звезда типа W Большой Медведицы (EW).